# Lotus 39
Der Lotus 39 war ein Formel-Rennwagen, gebaut vom britischen Motorsportteam Lotus.
Der Lotus 39 basierte auf einem Konstruktionsentwurf für die Formel 1 und sollte den Lotus 33 ablösen. Konzipiert wurde der Wagen, um den 1,5-Liter-FWMV-16-Flachmotor von Climax aufzunehmen. Der Wagen geriet zur Fehlkonstruktion, weil der Climax-Motor nie die Rennreife erreichte. Lotus fuhr daher auch 1965 die gesamte Saison mit dem Modell 33 – eine richtige Entscheidung, denn Jim Clark gewann damit überlegen die Weltmeisterschaft und sicherte Lotus auch den Titel der Konstrukteure.
Der 39 wurde schließlich doch gebaut, allerdings mit dem 2,5-Liter-Climax-FPF-Motor im Heck. Das Fahrzeug wurde 1966 in der Tasman-Serie eingesetzt, wo Jim Clark damit Zweiter in der Gesamtwertung hinter Jackie Stewart wurde.